# هیزه-لینده
هیزه-لینده (به هلندی: Heeze-Leende) یک شهرستان در هلند است که در برابانت شمالی واقع شده‌است. هیزه-لینده ۲۳ متر بالاتر از سطح دریا واقع شده‌است.